# Xã Brooklyn, Quận Susquehanna, Pennsylvania
Xã Brooklyn (tiếng Anh: Brooklyn Township) là một xã thuộc quận Susquehanna, tiểu bang Pennsylvania, Hoa Kỳ. Năm 2010, dân số của xã này là 963 người.